# Typhlosaurus vermis
Typhlosaurus vermis — вид сцинкоподібних ящірок родини сцинкових (Scincidae). Мешкає в Намібії і Південно-Африканській Республіці.

## Поширення і екологія
Typhlosaurus vermis мешкають в прибережних районах Намакваленду, розташовашованих на крайньому південному заході Намібії в області Карас та на крайньому північному заході Північнокапської провінції в ПАР. Вони живуть на піщаних дюнах, місцями порослих рослинністю. Зустрічаються на висоті до 900 м над рівнем моря.